# Rutidea
Rutidea es un género con 46 especies de plantas con flores perteneciente a la familia Rubiaceae. Se encuentra en África tropical.

## Especies seleccionadas
- Rutidea albiflora
- Rutidea batesii
- Rutidea brachyantha
- Rutidea breviflora
- Rutidea coriacea

## Sinonimia
- Rytidea